# Apărare personală
Apărare personală, sau autoapărare (din Engleză self-defense), este un ansamblu de metode care pot fi folosite pentru opri un atac personal. 
Tehnici de apărare personală au fost derivate din tradiționale arte martiale, adaptat pentru utilizare de către persoane comune pentru a se apăra în viața lor normală. 
În apărare personală, o pune de a utiliza tehnici simple și unul încearcă să evite mișcările complexe. 
În principal, o pune de a utiliza blocuri, reținerile și pârghiile pentru a domina adversarul de modul cât mai rapidă și scurtarea timpului de luptă pentru evitarea riscurilor și care rămân diferențele fizice în al doilea plan. 
De apărare cu mâinile goale se poate completa cu arme, acestea pot fi sau cuțite sau arme de foc sau orice lucru pe care s-au apropiat, în momentul conflictului. 

## Sfera civilă
În domeniu civile, încearcă să o domine adversarul de modul de sigure modul fără să provoace daune excesive care responsabilitatea civilă a acțiune defensivă atunci când unul depășește limitele legitima apărare. Apărare personale se bazează în bazele unui sport sau câteva arte martiale ca judo, aikido sau karate. Personajul principal al apărării personal este evitarea de forta, în timp ce, în general, adversarii pot fi persoane de dimensiuni mai ample sau cu forțele musculare mai mari decât cele noastre. Din acest motiv, că tehnicile de bază ca și grevele unice (acestea că unul execută împotriva adversarului cu o anumită parte a corpului nostru) ca ajutorul de la palma de la mina, articulațiile degetelor și degetele în părțile moi sau greve de genunchi, trecand în plus de către mai multe tehnici profesionale, diferite tipuri de lovituri, și, de asemenea, mai avansate ca dezechilibrele sau imobilizări (care sunt utilizare în apărare personal al poliției sau în modalitățile de sport ca de karate) sunt înțelese in domeniul apararii personale. 
Este pentru acest motiv, ca baza tehnici ca și unic greve (aceste ca o executa împotriva adversarului sau cu o anumita parte din trupul nostru) ca ajutorul de la palma de la mina, la imbinarile de la degete si cu degetele in soft parti sau greve de genunchi, trecand in plus de mai multe tehnici profesionale de diferite tipuri de suturi, si tot mai avansate ca dezechilibrele sau immobilizations (care sunt uzantelor personale în aparare de politie sau in sport modalitatile cum de s) sunt cererile inteleasa in domeniul apararii personale.

## Sfera militară
În domeniu militar o pune pentru a utiliza tehnici cu o putere mai mare ofensivă și letale merită să fie ea însăși, de asemenea, de arme. 

## Galeria

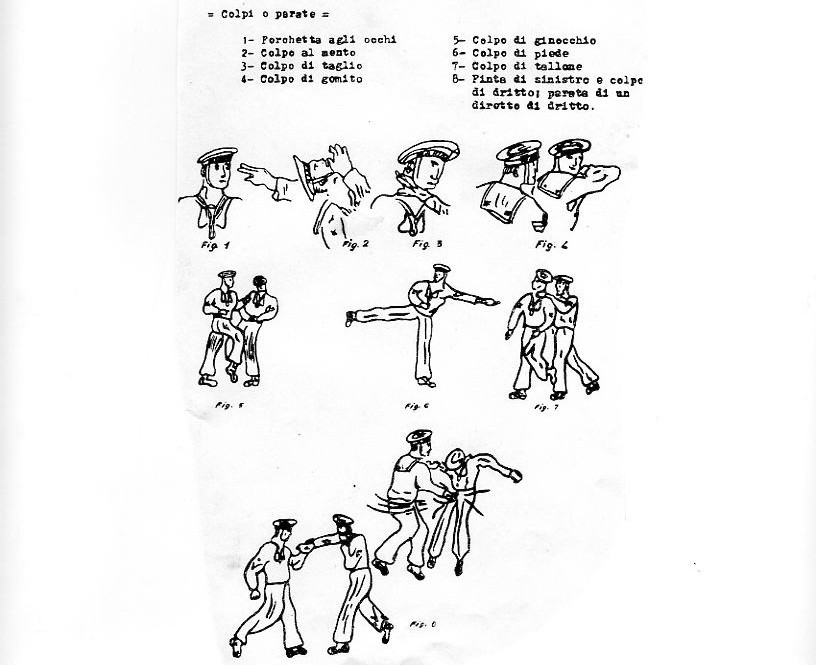
Tehnici de apărare personale descrise într-un manual de marin italiene de război
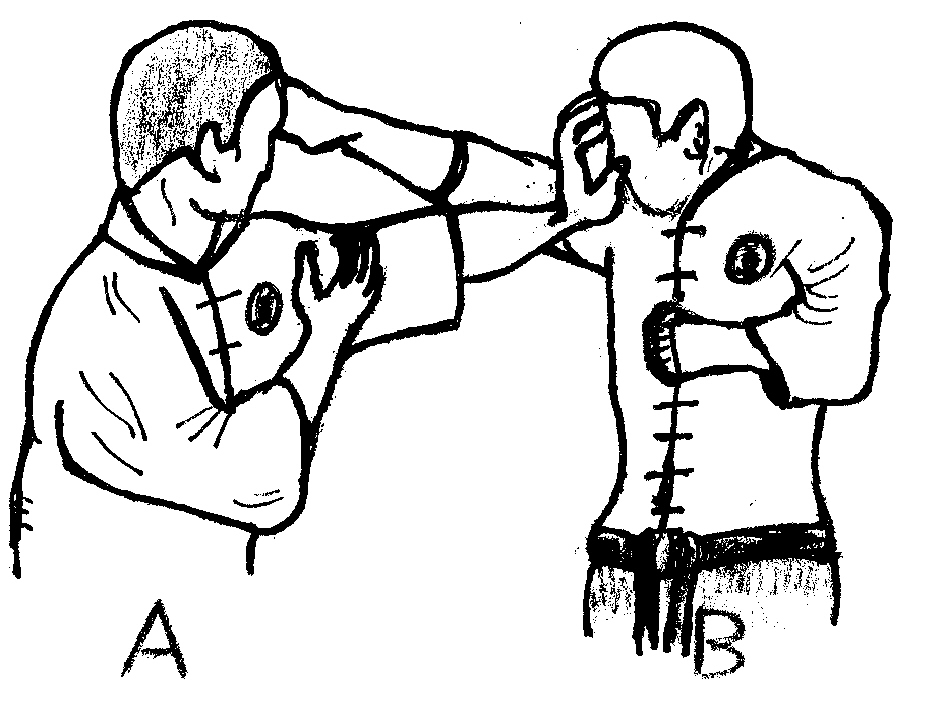
Aparare cu palma de la mina împotriva unei încerca de apuca
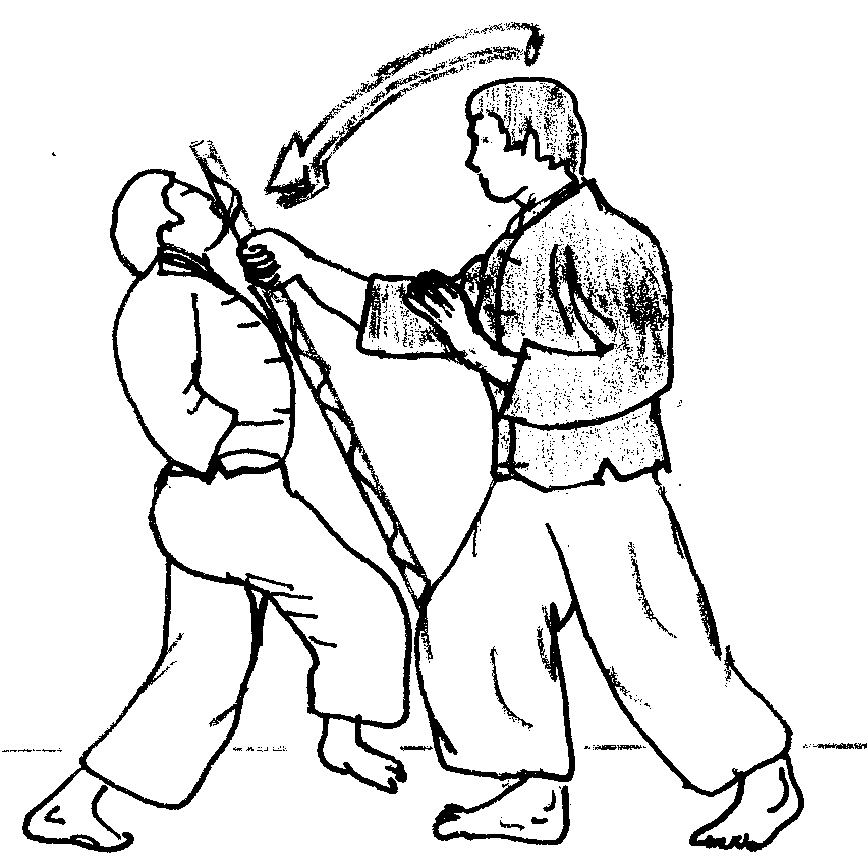
Aparare cu o ramura de copac împotriva unei încerca de apuca